# خانه‌ای در شن
خانه‌ای در شن فیلمی به کارگردانی اردشیر افشین‌راد و نویسندگی شعله شریعتی ساختهٔ سال ۱۳۸۲ است.

## بازیگران
| بازیگران       | نقش |
| -------------- | --- |
| سیاوش طهمورث   |     |
| یکتا ناصر      |     |
| سوگل خسروی     |     |
| معصومه آقاجانی |     |
| فریدون محرابی  |     |
| مونا بانکی پور |     |
| سام درخشانی    |     |